# Madecassophryne truebae
Madecassophryne truebae es una especie de anfibio anuro de la familia Microhylidae y única representante del género Madecassophryne.

## Distribución geográfica y hábitat
Es endémica del sudeste de Madagascar. Su rango altitudinal oscila entre 700 y 1900 m s. n. m..

## Estado de conservación
Se encuentra amenazada por la pérdida de su hábitat natural.